# Писарівці
Писарівці (пол. Pisarowce) — лемківське село в Польщі, у гміні Сянік Сяноцького повіту Підкарпатського воєводства.
Населення — 808 осіб (2011).

## Розташування
Знаходиться при державній дорозі № 28 з Сяніка до Заршина. Лежить за 9 км на захід від адміністративного центру повіту — Сяніка і за 53 км на південь від адміністративного центру воєводства — Ряшева.

## Історія
Село закріпачене в 1339 р. як службове при фортеці Сянік.
З 1340 до 1772 року село входило до складу Сяноцької землі Руського воєводства (Королівства Польського, Речі Посполитої). З 1772 до 1918 — Королівства Галичини та Володимирії Австро-Угорщини, зокрема з 1867 р. у складі Сяніцького повіту. З 1919 до 1939 років — Сяніцький повіт Львівського воєводства Польської Республіки, у 1934-1939 рр. — в об’єднаній сільській гміні Сянік.
В 1898 р. в 102 будинках проживали 556 осіб (541 римо-католик).
Напередодні Другої світової війни село налічувало 790 мешканців, у тому числі 785 поляків і 5 українців. Українці належали до парафії в Пельні. З 1930 р. парафія належала до Буківського деканату.
У 1975-1998 роках село належало до Кросненського воєводства.

## Демографія
Демографічна структура станом на 31 березня 2011 року:
|          | Загалом | Допрацездатний вік | Працездатний вік | Постпрацездатний вік |
| -------- | ------- | ------------------ | ---------------- | -------------------- |
| Чоловіки | 390     | 74                 | 269              | 47                   |
| Жінки    | 418     | 84                 | 238              | 96                   |
| Разом    | 808     | 158                | 507              | 143                  |